# República Srpska (1992–1995)
República Srpska  ou Republika Srpska (em sérvio:  Република Српска) foi um Estado não-reconhecido sob o controle do Exército da República Srpska que existiu durante a Guerra da Bósnia. Reivindicava ser um Estado soberano, embora essa alegação não tenha sido reconhecida pelo governo bósnio, pelas Nações Unidas ou por qualquer outro Estado reconhecido. Nos primeiros meses de sua existência, ficou conhecida como República Sérvia da Bósnia e Herzegovina (em sérvio:  Српска Република Босна и Херцеговина ).
A partir de 1995 seria reconhecida como uma das duas entidades políticas a compor a Bósnia e Herzegovina como "República Sérvia". As fronteiras da república após 1995 são, com algumas modificações negociadas, baseadas nas linhas de frente e na situação no terreno no momento do Acordo de Dayton. Assim, a entidade é um resultado direto da Guerra da Bósnia, sem qualquer outro precedente histórico. Seu território abrange várias regiões histórico-geográficas da Bósnia e Herzegovina, mas (devido à  natureza da linha de fronteira entre entidades mencionada acima) contém muito poucos delas na totalidade. Da mesma forma, várias unidades políticas existiam dentro do território da Republika Srpska no passado, mas muito poucas existiam inteiramente dentro da região.

## Criação

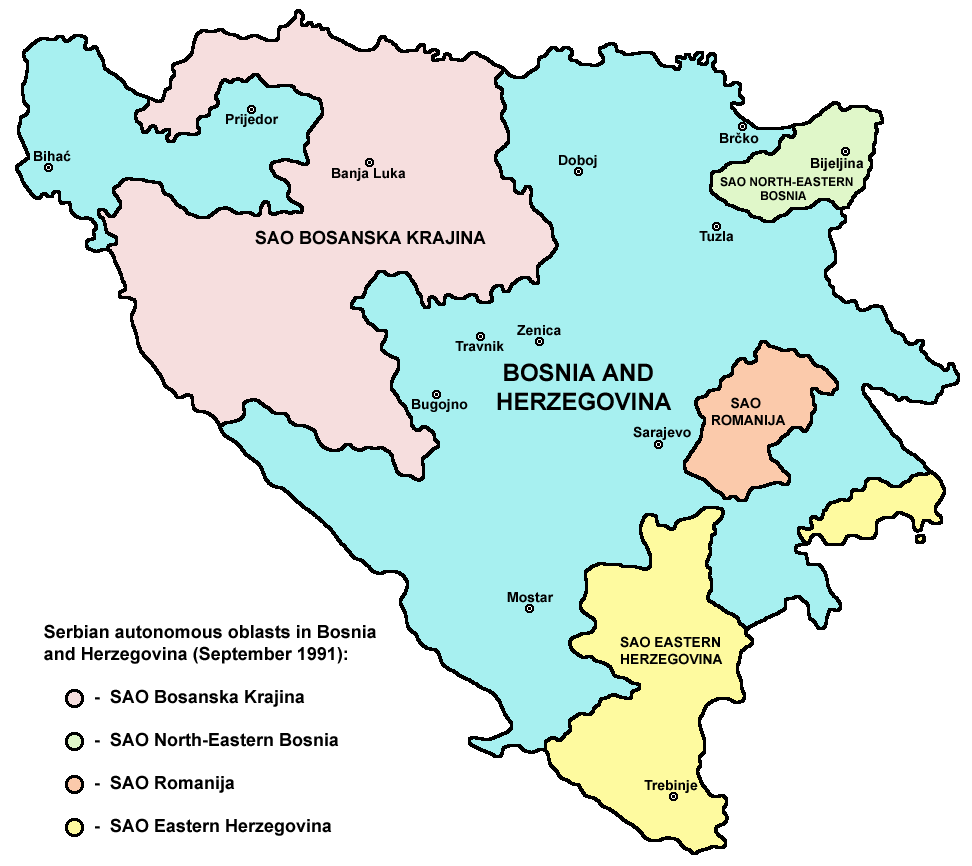
Regiões autônomas sérvias na Bósnia e Herzegovina (1991-1992).

No contexto da crise política que se seguiu às independências da Eslovênia e da Croácia da República Federal Socialista da Iugoslávia em 25 de junho de 1991, foi fundada uma Assembleia dos Sérvios Bósnios, separada em 24 de outubro de 1991, como o órgão representativo dos Sérvios da Bósnia e Herzegovina. Essa população afirmou que este foi um passo necessário, pois a Constituição Federal da Bósnia-Herzegovina, na época, definia que não haveria grandes alterações, exceto no caso de um acordo unânime entre os três lados. Bosníacos e bósnios croatas queriam a independência da Bósnia, indo contra os desejos dos sérvios bósnios.
Em 9 e 10 de novembro de 1991, foi realizado um referendo que inquiriu os cidadãos se eles queriam permanecer na Iugoslávia. O governo parlamentar da Bósnia e Herzegovina (com uma clara maioria de bosníacos e croatas) afirmou que este plebiscito foi ilegal, mas a Assembleia dos Sérvios Bósnios reconheceu seus resultados. Em 21 de novembro de 1991, a Assembleia proclamou que todos os municípios, comunidades locais e demais localidades nas quais mais de 50% das pessoas de nacionalidade sérvia tinham votado, bem como os locais onde os cidadãos de outras nacionalidades manifestaram-se a favor de permanecer em um estado conjunto iugoslavo, que seria o território federal da Iugoslávia.
Em 9 de janeiro de 1992, a Assembleia dos Sérvios Bósnios aprovou uma declaração sobre a Proclamação da República do Povo Sérvio da Bósnia e Herzegovina (em sérvio:  Republika srpskog naroda Bosne i Hercegovine / Република српског народа Босне и Херцеговине). Em 28 de fevereiro de 1992, a constituição da República Sérvia da Bósnia e Herzegovina (sérvio: Republika Srpska Bosna i Herzegovina / Српска Република Босна и Херцеговина) foi adotada e declarou que território do Estado incluía regiões autônomas e municípios sérvios, e outros entidades sérvias na Bósnia e Herzegovina (incluindo regiões descritas como "lugares em que o povo sérvio manteve-se em minoria, devido ao genocídio realizado contra eles durante a Segunda Guerra Mundial"), e foi declarado parte do Estado Iugoslavo Federal.
De 29 de fevereiro a 2 de Março de 1992, a Bósnia e Herzegovina realizou um referendo sobre a independência. A maioria dos sérvios bósnios boicotou a votação, alegando que era inconstitucional, porque o referendo ignorava o poder de veto dos representantes do povo sérvio no parlamento bósnio. Em 6 de abril de 1992, a União Europeia reconheceu formalmente a independência da Bósnia e Herzegovina. A República Sérvia da Bósnia e Herzegovina declarou sua independência em 7 de abril de 1992. Em 12 de agosto de 1992, a referência à Bósnia e Herzegovina foi retirada do nome e a entidade tornou-se simplesmente Republika Srpska.
Durante o colapso da Iugoslávia, o Presidente da Republika Srpska, Radovan Karadžić, declarou que não queria que a Srpska fosse uma federação juntamente com a Sérvia, dentro da Iugoslávia, mas que fosse diretamente incorporada à Sérvia.

## Guerra da Bósnia

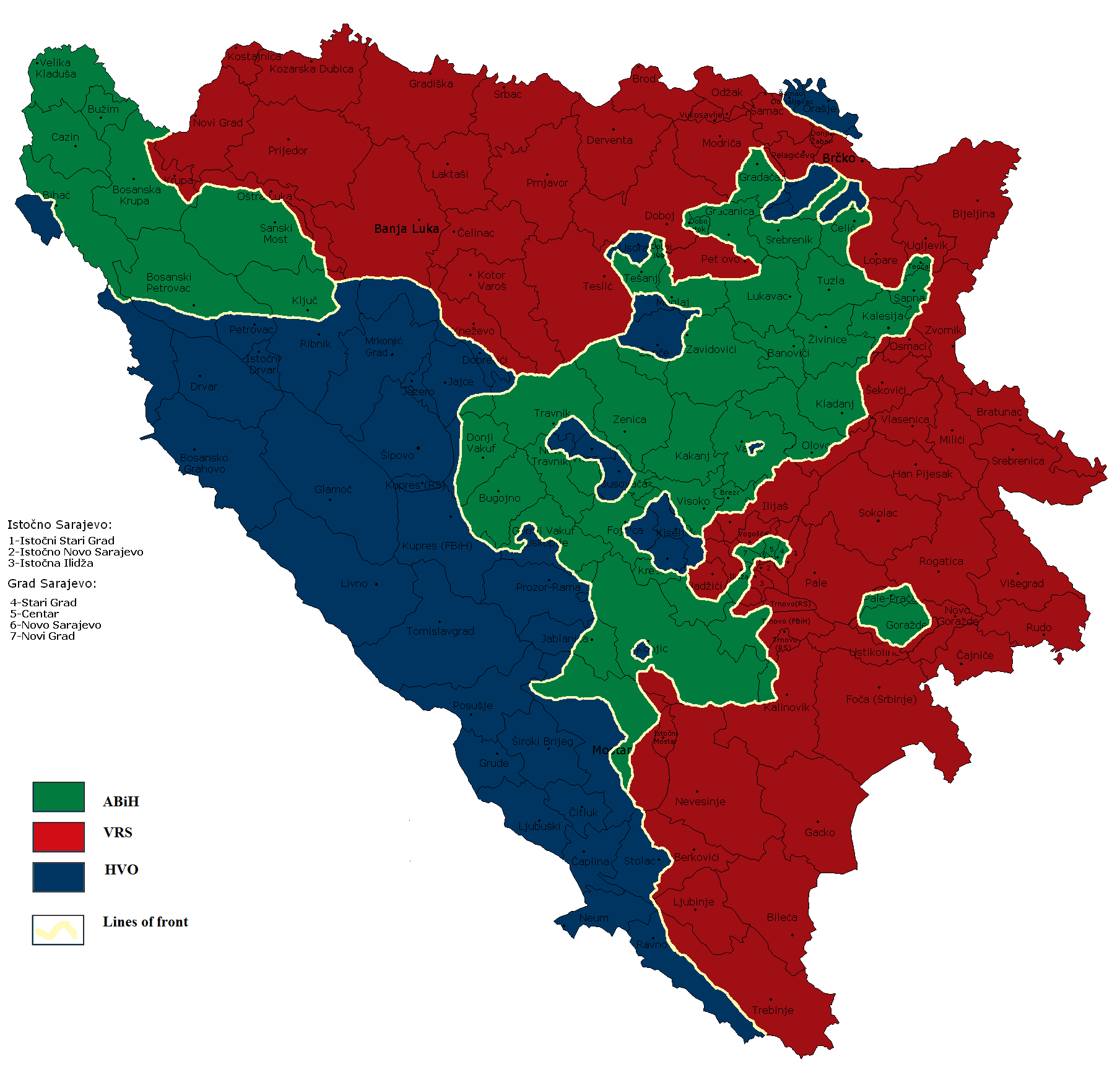
Fronteiras da Guerra da Bósnia antes do tratado de Dayton, 1994.
Exército da República da Bósnia e Herzegovina
Exército da República Srpska
Conselho de Defesa da Croácia

Em 12 de Maio de 1992, em uma sessão da Assembleia dos Sérvios  Bósnios, Radovan Karadžić anunciou os seis "objetivos estratégicos" do povo sérvio na Bósnia e Herzegovina:
1. Estabelecer uma fronteira separando o povo sérvio das outras duas comunidades étnicas.
2. Estabelecer um corredor entre Semberija e Krajina.
3. Estabelecer um corredor no vale do rio Drina, isto é, eliminar o Drina, como uma fronteira que separava os estados sérvios.
4. Estabelecer uma fronteira nos rios Una e Neretva.
5. Dividir a cidade de Sarajevo, em partes sérvias e bosníacas e estabelecer autoridades de Estado eficazes em ambas as partes.
6. Garantir um acesso ao mar para a Republika Srpska.

Na mesma sessão, a Assembleia dos Sérvios Bósnios decidiu criar o Exército da República Srpska (VRS, Vojska Republike Srpske), e nomeou Ratko Mladić, comandante do Segundo Distrito Militar do Exército Federal Iugoslavo, como comandante do Estado-Maior do VRS. No final de Maio de 1992, após a retirada das forças iugoslavas da Bósnia e Herzegovina, o Segundo Distrito Militar foi essencialmente transformado na principal equipe do VRS. O novo exército imediatamente se propôs a alcançar, por meios militares, os seis "objetivos estratégicos" do povo sérvio na Bósnia e Herzegovina (as metas que foram reafirmadas por uma diretiva operacional emitida pelo General Mladić, em 19 de novembro de 1992).
O VRS expandiu e defendeu as fronteiras da Republika Srpska durante a Guerra da Bósnia. Em 1993, a Republika Srpska controlava cerca de 70% do território da Bósnia e Herzegovina. Ao final do Acordo de Dayton, em 1995, a Republika Srpska tinha o controle de mais de 49% do território.
Em 1993 e 1994, as autoridades da Republika Srpska tentaram a criar a República Sérvia Unida.

### Crimes de guerra
Desde o início da guerra, o VRS (Exército da República Srpska) e a liderança política da Republika Srpska  foram acusados de crimes de guerra, crimes contra a humanidade, genocídio, limpeza étnica da população não-sérvia, criação e funcionamento de campos de detenção (de forma variável, também conhecidos como campos de concentração e campos de prisioneiros), e de destruir o patrimônio cultural e histórico da Bósnia-Herzegovina.
Observadores independentes geralmente concordam que os sérvios bósnios realizaram a esmagadora maioria dos estupros e outros crimes de guerra.[carece de fontes?]
Suas vítimas eram, principalmente, bósnios, mas também croatas.
Um relatório da CIA que divulgado pela imprensa revelou que os sérvios foram os primeiros a cometer atrocidades, realizaram 90% dos crimes de guerra e foram a única parte que sistematicamente tentou "eliminar todos os vestígios de outros grupos étnicos de seu território".
O mais grave desses crimes foram o Massacre de Srebrenica em 1995, quando cerca de 8.000 homens e meninos bosníacos foram executados sistematicamente pelo VRS, e o longo cerco de Sarajevo, que resultou em 12.000 mortes de civis.
A limpeza étnica de não-sérvios foi particularmente comuns nos territórios da região de Bosanska Krajina e no vale do rio Drina . Em muitos casos, as execuções foram realizadas por meio de uma burocracia bem organizada e eficiente configurada por autoridades da Republika Srpska, como no caso de Banja Luka. Esses e outros casos de limpeza étnica mudaram radicalmente a composição demográfica da Republika Srpska e da Bósnia e Herzegovina.
Muitos funcionários da Republika Srpska também foram indiciados pela criação e funcionamento de campos de detenção, em particular Omarska, Manjaca, Keraterm, Uzamnica e Trnopolje, nos quais milhares de pessoas foram detidas. Duško Tadić, ex líder político sérvio-bósnio em Kozarac e ex-membro das forças paramilitares que atacaram o distrito de Prijedor, foi considerado culpado pelo TPII por crimes contra a humanidade, violações graves das Convenções de Genebra, e violações das leis da guerra nos campos de concentração de Omarska, Trnopolje e Keraterm. Na região de Omarska, em torno de 500 mortes foram associadas a estas instalações de detenção.
De acordo com as conclusões da Comissão Nacional para a Documentação de Crimes de Guerra no Território da Bósnia e Herzegovina, 68,67% ou 789 das mesquitas congregacionais foram destruídas ou danificadas durante a Guerra da Bósnia pelo VRS e por outros indivíduos não identificados da Republika Srpska. A maioria das mesquitas destruídas eram classificadas como monumentos nacionais bósnios ; algumas, construídas entre os séculos XV e XVII, eram listadas como patrimônio da humanidade da UNESCO. Muitas igrejas católicas no mesmo território foram também destruídas ou danificadas, especialmente durante o ano de 1995.
Muitos monumentos seculares também foram fortemente danificados ou destruídos pelo VRS, tais como a Biblioteca Nacional em Sarajevo. A Biblioteca foi incendiada por um bombardeio do VRS durante o cerco em 1992.

Enquanto os indivíduos responsáveis pela destruição do patrimônio nacional ainda não foram encontrados, ou indiciados, tem sido amplamente relatado por agências de direitos humanos de que "as autoridades sérvio-bósnias emitiram ordens, organizaram ou autorizaram  ou toleraram esforços para destruir instituições religiosas e culturais dos bosníacos e croatas". Em outros casos, como o da Mesquita de Ferhadija (Comunidade Islâmica na Bósnia e Herzegovina v. Republika Srpska) verificou-se que: "As autoridades de Banja Luka estavam ativamente envolvidas, ou, pelo menos toleraram passivamente, a discriminação contra os muçulmanos com base em sua religião ou etnia." e que "[...] o governo sérvio [Republika Srpska], falhou em realizar suas obrigações sob o Acordo dos Direitos Humanos de respeitar e proteger o direito à liberdade de religião sem discriminação." Um magistrado local determinou que as autoridades da cidade de Banja Luka deveriam pagar US $42 milhões à sua comunidade islâmica pelas 16 mesquitas locais destruídas durante a Guerra da Bósnia.

A acusação provou que um genocídio foi cometido em Srebrenica e que o general Radislav Krstić, entre outros, foi pessoalmente responsável por isso.

Olga Kavran, Coordenadora Adjunta do Programa de Extensão do TPII
Em 1993, o Conselho de Segurança da ONU criou o Tribunal Penal Internacional para a antiga Iugoslávia (TPII), em Haia, com a finalidade de levar à justiça as pessoas supostamente responsáveis por graves violações do direito internacional humanitário no território da ex-Iugoslávia desde 1991. Em 24 de julho de 1995, o Tribunal da Haia indiciou Radovan Karadžić e Ratko Mladić sob a acusação de genocídio e crimes contra a humanidade; em 14 de novembro de 1995, ambos os homens foram indiciados novamente sobre acusações específicas do massacre de Srebrenica. Em 2 de agosto de 2001, o Tribunal da Haia julgou culpado de genocídio o general Radislav Krstić, comandante do Núcleo de Drina do VRS, responsável pelo massacre de Srebrenica. Muitos outros líderes políticos da Republika Srpska e oficiais do VRS foram denunciados, julgados e condenados pelo Tribunal da Haia por crimes de guerra e crimes contra a humanidade cometidos durante a guerra de 1992-1995 na Bósnia. Alguns deles (incluindo Mladić) continuam foragidos.
Em 2006, uma lista de cerca de 28.000 indivíduos que, de acordo com a Republika Srpska, estiveram envolvidos no massacre de Srebrenica, foi liberada; 892 dos supostos responsáveis mantém cargos no governo local da Republika Srpska. As prisões e julgamentos dos suspeitos de crimes de guerra estão em curso, e se planeja realizar seus julgamentos no recém estabelecido Tribunal para os Crimes de Guerra da Bósnia e Herzegovina. Espera-se que os julgamentos de todos as suspeitos de crimes de guerra ainda durem muitos anos.
Dois dias após os juízes internacionais de Haia decidirem que as forças sérvias bósnias tinham cometido genocídio na morte de cerca de 8.000 muçulmanos em Srebrenica em 1995, "o governo da Republika Srpska expressou o seu mais profundo pesar sobre os crimes cometidos contra os não-sérvios e condenou todas as pessoas que participaram desses crimes durante a guerra civil na Bósnia".

### Controvérsias

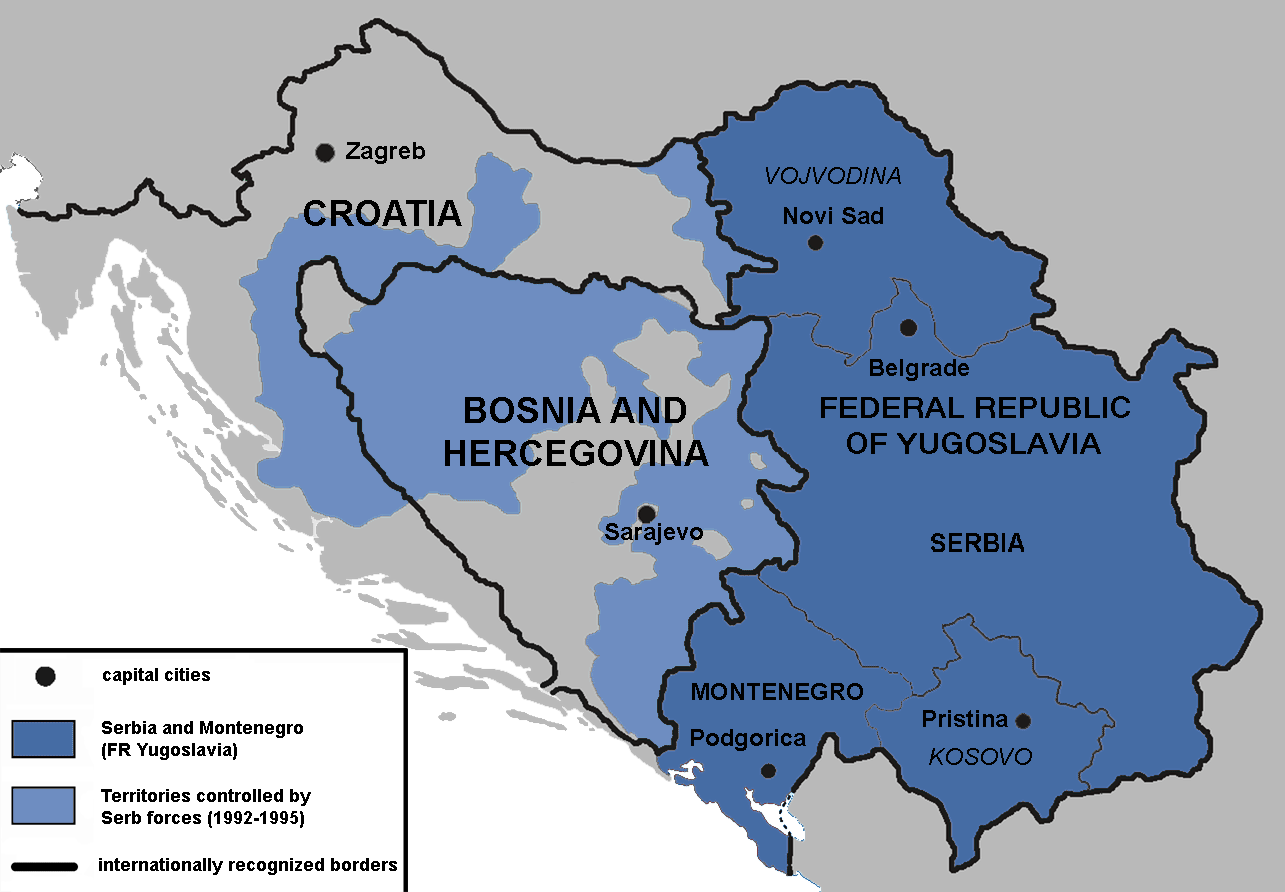
Territórios controlados pelo Exército da República Srpska e o Exército de Krajina.

Várias denúncias foram feitas, especialmente desde 2001, em relação ao nível de limpeza étnica e os assassinatos de civis sérvios nas regiões controladas pelo governo bósnio e pelo governo croata que de facto controlava a Herzeg-Bósnia durante a guerra. Segundo estas alegações civis sérvios teriam sido mortos, incluindo os sérvios que viviam em Sarajevo, pelas autoridades bosníacas e croatas.
Os assassinatos teriam sido executados durante os caóticos primeiros meses do Cerco de Sarajevo antes que a lei e a ordem fossem adequadamente estabelecidas, bem como por Musan Topalović, um oficial um oficial renegado fora do controle do exército, que foi eliminado pelo governo no segundo semestre de 1993.
Como resultado da Operação Tempestade, cerca de 200.000 sérvios fugiram da Croácia e uma grande parte deles encontrou refúgio na Bósnia (especialmente na Republika Srpska). Também durante e depois da guerra (quando o Acordo de Dayton foi assinado), alguns sérvios deixaram Sarajevo e outras partes da Federação da Bósnia e Herzegovina, depois que disposições territoriais foram aplicadas para cumprir com o Acordo de Dayton. Além disso, muitos sérvios deixaram Sarajevo após Momčilo Krajišnik, um ex-presidente da Republika Srpska,  ter convidado os sérvios para morar nessa entidade.
Inúmeros campos de detenção foram estabelecidos, e ocorram execuções, nas partes de Sarajevo controladas por forças sérvias. Além disso, diversos organismos internacionais e agências estatais relataram que a maioria dos sérvios assassinados em Sarajevo foram mortos pelo e a partir de posições do VRS que cercavam Sarajevo e foram contabilizados como parte do total de 12.000 mortes de civis. Nenhuma acusação foi feita pelo Tribunal Penal Internacional para a Antiga Iugoslávia ou qualquer outra agência legal a fim de considerar as declarações feitas pelo governo da Republika Srpska. Por outro lado, Stanislav Galić, o comandante do VRS responsável pelo Cerco de Sarajevo foi considerado culpado pelo TPII.

## Consequências

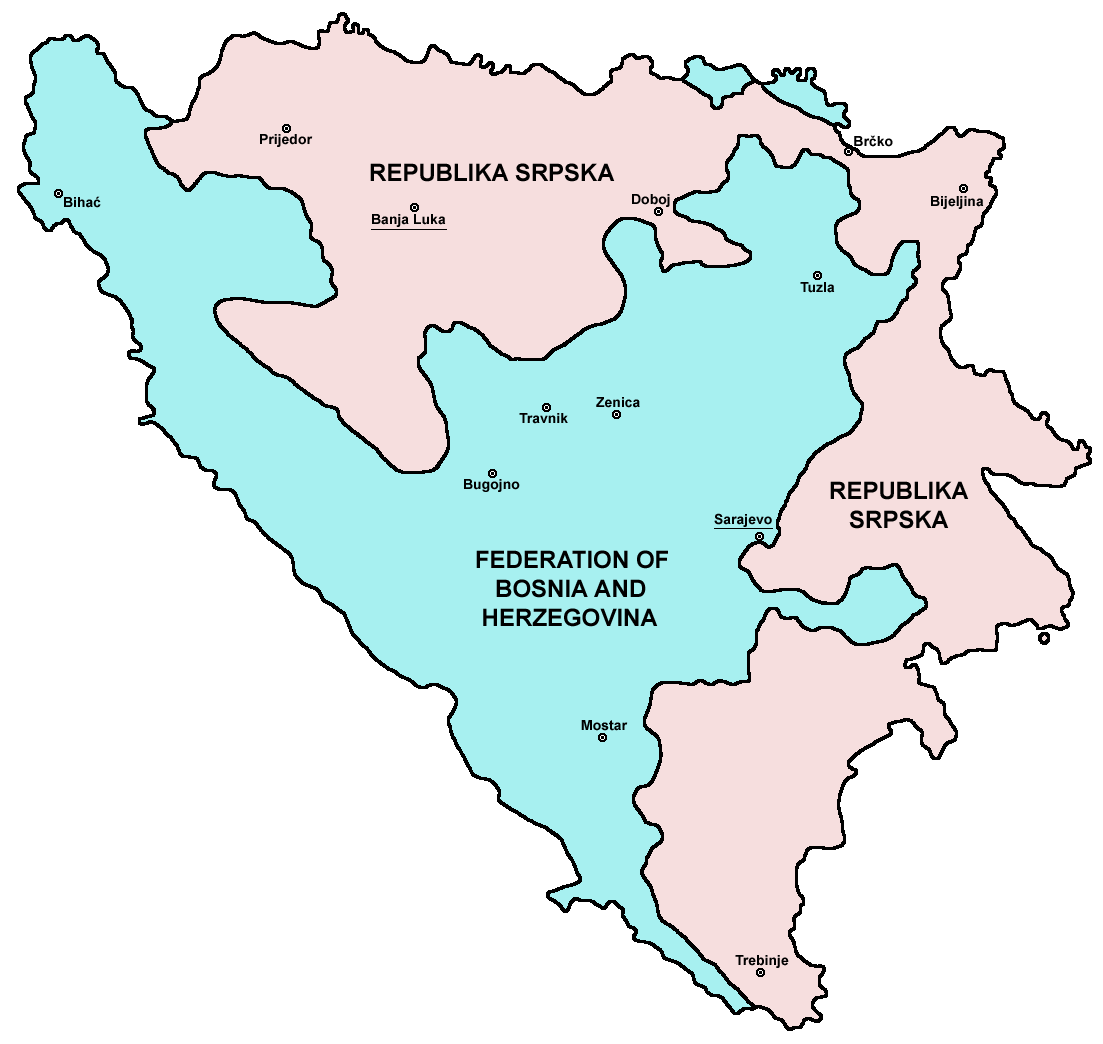
Fronteiras da Republika Srpska após o Acordo de Dayton.

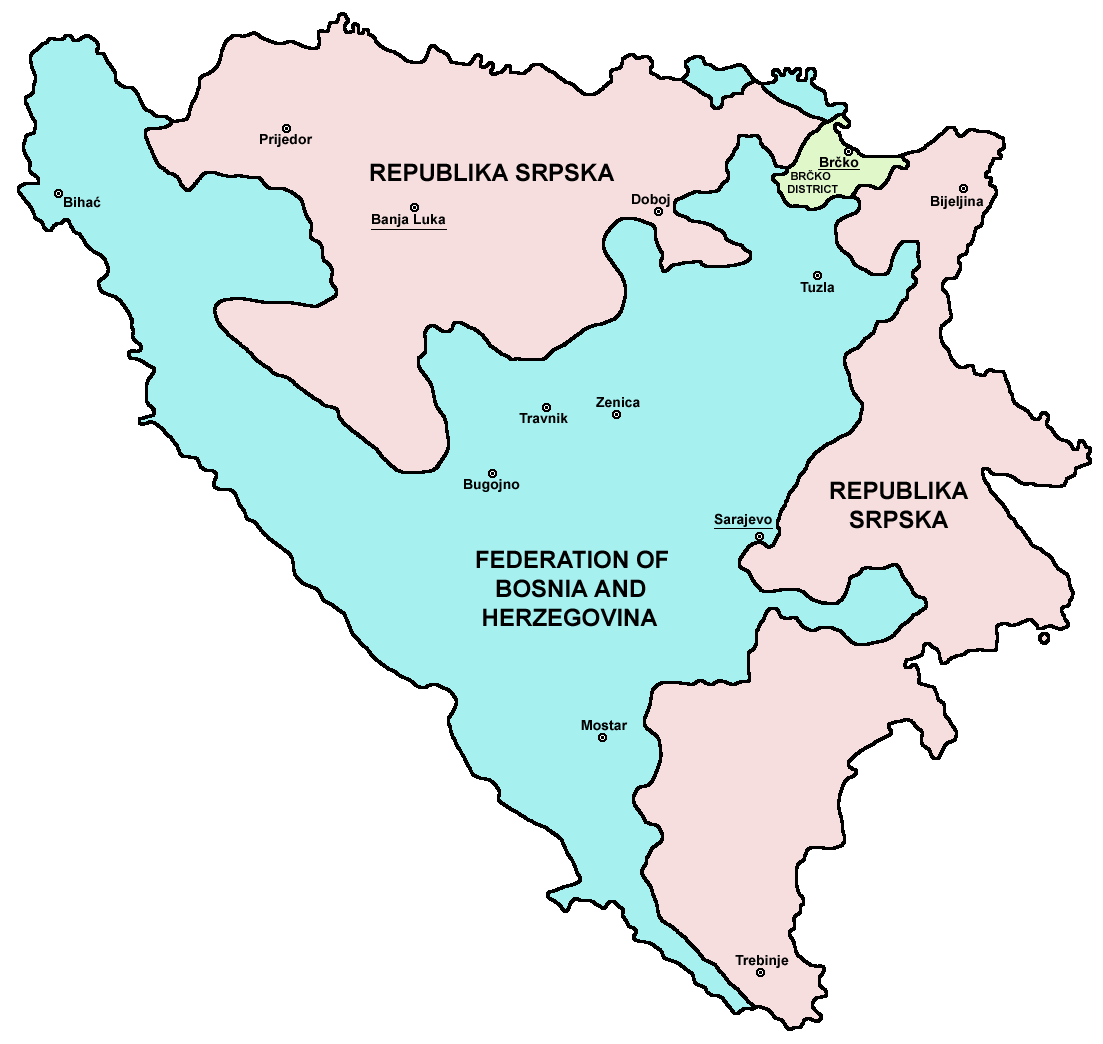
Fronteiras da Republika Srpska após a formação do Distrito de Brčko.

### Refugiados
Muitos sérvios do que era agora a Federação da Bósnia e Herzegovina, mudaram-se para a Republika Srpska e a Sérvia. Notadamente, a maioria dos sérvios deixou Sarajevo.

### Reformas
Após a guerra, inúmeras leis foram aprovadas pelas autoridades da Republika Srpska, sob os auspícios da comunidade internacional agindo por meio do Gabinete do Alto Representante (GAR). Muitas leis lidam com as questões e as consequências da guerra e serviram para reparar alguns dos problemas criados, tais como a anulação de contratos de que requeriam que não-sérvios "voluntariamente" entregassem suas propriedades para a Republika Srpska, incluindo imóveis e negócios tomados durante a guerra.
Muitas reformas constitucionais também foram feitas para alterar o carácter social da Republika Srpska de uma entidade mono-étnica para uma multi-étnica e, portanto, incluindo bosníacos e croatas como pessoas constituintes da Republika Srpska. Alguns dos nomes das cidades que foram alterados durante a guerra pelas autoridades da Republika Srpska voltaram aos nomes originais. A maioria das alterações foram feitas para diminuir os efeitos da limpeza étnica e permitir que os refugiados regressassem, mas também como uma resposta às inúmeras denúncias de violações de direitos humanos que estavam ocorrendo na entidade.
No entanto, a maioria das mudanças tiveram pouco efeito sobre o retorno de mais de um milhão de refugiados. A intimidação dos repatriados era muito comum e, ocasionalmente, transformava em violentos distúrbios, como no caso de motins da mesquita de Ferhadija em Banja Luka, em 2001. Assim, os pontos de vista a respeito da Republika Srpska são diferentes entre os vários grupos étnicos na Bósnia e Herzegovina. Para os sérvios, a Republika Srpska é uma garantia da sua sobrevivência e da existência como um povo dentro destes territórios. Por outro lado, para alguns bosníacos, que foram expulsos da Republika Srpska, a criação, existência, nome e insígnia desta entidade continua a ser um assunto de controvérsia.

### Relatório sobre Srebrenica
Em setembro de 2002, o Escritório de Relações Públicas da Republika Srpska do TPII emitiu o "Relatório sobre o Caso de Srebrenica". O documento, de autoria de Darko Trifunović, foi endossado por muitos líderes políticos sérvio-bósnios. Concluiu que de 1.800 soldados muçulmanos bósnios morreram durante os combates e mais de 100 outros morreram como resultado da exaustão. "O número de soldados muçulmanos mortos pelos sérvios bósnios por vingança pessoal ou falta de conhecimento do direito internacional, é, provavelmente, cerca de 100... É importante descobrir os nomes dos autores, a fim de que se estabeleça de forma precisa e inequívoca, se foram ou não casos isolados." O Grupo de Crise Internacional e as Nações Unidas condenaram a manipulação de suas declarações no presente relatório.
Em 2004, o Alto Representante Paddy Ashdown fez com que o governo da Republika Srpska formasse uma comissão para investigar os acontecimentos. O comitê divulgou um relatório em outubro de 2004 com 8.731 nomes confirmados de desaparecidos e mortos de Srebrenica: 7.793 entre 10 e 19 de julho de 1995 e mais 938 pessoas depois. [carece de fontes?]
As conclusões da comissão permanecem disputadas por nacionalistas sérvios, que afirmam que ela foi muito pressionado pelo Alto Representante, dado que um relatório anterior do governo da Republika Srpska, que isentava os sérvios, foi descartado. No entanto, Dragan Čavić, presidente da Republika Srpska, reconheceu em um discurso televisionado que as forças sérvias mataram milhares de civis, em violação do direito internacional, e afirmou que Srebrenica foi um capítulo negro na história sérvia.
Em 10 de novembro de 2004, o governo da Republika Srpska emitiu um pedido de desculpas oficial. A declaração veio após uma análise do governo sobre o relatório da comissão de Srebrenica. "O relatório deixa claro que enormes crimes foram cometidos na área de Srebrenica em julho de 1995. O governo sérvio-bósnio compartilha a dor das famílias das vítimas de Srebrenica, está realmente arrependido e pede desculpas pela tragédia" 
Em abril de 2010, uma resolução condenando os crimes cometidos em Srebrenica foi rejeitada pelos representantes da Republika Srpska.
Em abril de 2010, Milorad Dodik, o primeiro-ministro da Republika Srpska, iniciou uma revisão do relatório de 2004 dizendo que o número de mortos era exagerado e que o relatório foi manipulado por um ex-enviado de paz. O Gabinete do Alto Representante respondeu: "O governo da Republika Srpska deve reconsiderar suas conclusões e alinhar-se com os fatos e com os requisitos legais e agir de acordo, em vez de infligir sofrimento emocional nos sobreviventes, torturar a história e denegrir a imagem pública do país".